# Osanica (rijeka, BiH)
Osanica je rječica u BiH.
Osanica teče cijelim tokom kroz Federaciju BiH. Izvire kod Bahova i Previla. U Osanicu se ulijevaju Parovska rijeka, Trudanj, Duboki potok, potok Rašković i dr. Dolinu rijeke Osanice prati lokalna cesta koja se kod naselja Osanice spaja s prometnicom M-20. Lijeva je pritoka Drine. Teče kroz i pored naselja Ilovače, Zabusa, Poratka i naselja Osanice. U blizini je zaštićeno područje Zebina Šuma. Ulijeva se u Drinu kod Osanice i Zubovića. 

## Vanjske poveznice
- Tripmondo  Arhivirana inačica izvorne stranice od 17. travnja 2016. (Wayback Machine) Picture Gallery of Osanica